# قطعنامه ۱۶۲۷ شورای امنیت
قطعنامه  ۱۶۲۷ شورای امنیت سازمان ملل متحد که در تاریخ ۲۳ سپتامبر ۲۰۰۵ تصویب شد، سندی بین‌المللی دربارهٔ بررسی وضعیت مرتبط با سودان است. این قطعنامه طی نشست ۵۲۶۹ام با ۱۵ رای موافق، ۰ مخالف و ۰ ممتنع تصویب شد.